# Hidroxiapofil·lita-(K)
La hidroxiapofil·lita-(K) és un mineral de la classe dels silicats. Rep el nom per la seva relació amb l'apofil·lita. L'any 2013 el nom va ser revisat i va canviar d'apofil·lita-(KOH) a l'actual.

## Característiques
La hidroxiapofil·lita-(K) és un silicat de fórmula química KCa₄Si₈O₂₀(OH,F)(H₂O)₈. Cristal·litza en el sistema tetragonal. La seva duresa a l'escala de Mohs es troba entre 4 i 5.
Segons la classificació de Nickel-Strunz, la hidroxiapofil·lita-(K) pertany a «09.EA: Fil·losilicats, amb xarxes senzilles de tetraèdres amb 4-, 5-, (6-), i 8-enllaços» juntament amb els següents minerals: cuprorivaïta, gil·lespita, effenbergerita, wesselsita, ekanita, fluorapofil·lita-(K), apofil·lita-(NaF), magadiïta, dalyita, davanita, sazhinita-(Ce), sazhinita-(La), okenita, nekoïta, cavansita, pentagonita, penkvilksita, tumchaïta, nabesita, ajoïta, zeravshanita, bussyita-(Ce) i plumbofil·lita.

## Formació i jaciments
Va ser descoberta a la mina Ore Knob, situada a la localitat homònima dins el comtat d'Ashe, a Carolina del Nord (Estats Units). Tot i tractar-se d'una espècie no gaire habitual ha estat descrita en tots els continents del planeta a excepció de l'Antàrtida.